# Tramway d'Aubengue à Wimereux
Le Tramway d'Aubengue à Wimereux (TAW) était une ligne de tramway saisonnière qui a fonctionné entre l’hippodrome d'Aubengue, le golf d'Aubengue et Wimereux, dans le Pas-de-Calais.

## Histoire
La ligne de tramway est concédée pour 50 ans par le département du Pas-de-Calais à Mr Maurice Lonquéty, ingénieur civil et propriétaire de l’hippodrome d'Aubengue, le 29 juin 1906. Une fois concessionnaire, il crée la Société du tramway pont de Wimereux-Aubengue pour mettre en œuvre la concession.
En mai 1913, la ligne fut transférée à la Société anonyme des Tramways de Boulogne-sur-Mer. Cette société raccorda alors physiquement la ligne de Wimereux du tramway de Boulogne-sur-Mer à celle de l'hippodrome, au niveau de l'église de Wimereux.
Le tramway fonctionna de 1909 à 1914.

## Infrastructure
La ligne, reliant le pont de Wimereux à l'hippodrome d'Aubengue, était construite à voie métrique et électrifiée. Longue de 4,6 km, elle était en correspondance avec les tramways urbains de Boulogne-sur-Mer à Wimereux, avant de leur être raccordée en 1913.

## Exploitation - Matériel roulant
Aux termes du cahier des charges de la concession, la ligne n'était exploitée qu'à la belle saison, du 17 mai au 15 octobre, avec au moins 6 aller-retours.
Le matériel comportait deux motrices électriques.